# Zmyrna
Le Zmyrna est un court poème épique en hexamètres sur le mythe d'Adonis et Myrrha, œuvre du poète latin Caius Helvius Cinna (v. 70-44 av. J.-C.), dont trois vers nous sont parvenus. Ce poème, ayant nécessité neuf années de travail, illustrait l'influence de l'alexandrinisme sur la poésie latine. Catulle avait prédit qu'il resterait immortel.
```
Zmyrna mei Cinnae nonam post denique messem

quam coepta est nonamque edita post hiemen,

milia cum interea quingenta Hortensius uno

...

Zmyrna cauas Satrachi penitus mittetur as undas,

Zmyrnam cana diu saecula peruoluent.

At Volusi Annales Paduam morientur ad ipsam

et laxas scombris saepe dabunt tunicas.
```